# Attila (keresztnév)
Az Attila vagy a hun király germán, közelebbről gót eredetűnek tartott neve. Iordanes szerint a gót atta szó kicsinyítőképzős változata. Ennek jelentése: atyácska.  A név gót eredetét számos jelentős nyelvtudós vitatja, illetve vitatta, köztük Rásonyi László turkológus is, aki szerint a név török, eredeti alakja Etil. Ez a Volga, később a Don folyó török neve volt. Az Etilből lett az Etele, majd Atila névalak, amely a gót származás tévhite miatt vált Attila helyesírásúvá. A kiejtés a mai napig sem követte ezt az írásváltozatot.
Czuczor Gergely és Fogarasi János a következőket mondja a szóban forgó személynévről: „Átilla v. Attila Kézai Simon krónikájában: Ethela, a Névtelen jegyzőnél eléforduló ‚Ecil-burgu’ szó első részében pedig: Ecil, mely nevet némelyek, különösen Thierry és Szabó Károly a Volgának régi Athel (a tatár-törökben ma is Etil, Itil) folyó nevétől származtatják. Nincs kifogásunk ellene. De hát Athel, Etil, Itil, mit jelentenek? Azt mondják, hogy a tatár nyelvben vizet, folyót jelentenének. Ily értelmet a szótárakban nem találunk, s megkérdeztük Vámbéry társunkat, ki a keleti tatár nyelvekben kitünően jártas, de ő sem mondhatott többet. Ámde a mongol nyelv kisegít bennünket. Mongol nyelven a Volga folyó neve Edsil ghool. Ez utóbbi am. folyó, az első kétségen kivül azonos edzele igetörzszsel (ds és dz a mongolban ugyanazon betüvel fejeztetik ki, és csak i előtt ds, egyebütt rendesen dz), mely igetörzs az uralkodás fogalmát fejezi ki s tulajdonképen am. uralkodjál v. uralkodó, fejedelem, (‚edzen’ ugyan ezt jelenti), tehát Edsil ghool am. fejedelmi folyó, mint legnagyobb folyó Európában. Edsil szó pedig, mint látjuk legeslegközelebb áll a Névtelen jegyző Ecil szavához. Innen az Etele név, vétessék akár a Volga folyótól, akár az edzele igétől, az ‚uralkodó’ vagy ‚fejedelem’ fogalmát foglalja magában. Mi e nevet az ‚Atila’ czikk alatt kétkedve ‚itélő’ szóhoz hasonlítottuk, mert később a honfoglaló magyaroknál is a fejedelem után Konstantin szerint a biró volt az első személy. Buda korában pedig Atila v. Etele inkább csak másod személyként szerepelt.”
A mongol ejen, kiejtve edzen kifejezés jelentése tehát fejedelem. Különböző népek képviselőinek hallása szerint lett e címből Etele, Etel, Etzel, és végül – a germánok körében – Attila, azaz Atyácska. Árpád családjában hasonló nevű uralkodó Ézelő, VII. Kónsztantinosz munkájában: Ezelekh (Εζελεχ).

## Rokon nevek
- Atilla:[4] a névnek az eredeti, kiejtést tükröző írásváltozata[1]
- Etele:[4] az Attila névnek vagy  annak későbbi német származékának, az Etzelnek a régi magyar formája.[5]
- Ete:[4] az Etele rövidülése[5]

## Gyakorisága
Az Attila név igazán csak a 20. század második felében vált népszerűvé, a század elején kevéssé ismerték. Erre példa, hogy József Attila nevét nevelőszülei semmisnek vették, amiről így írt önéletrajzában, a Curriculum Vitae-ben:
"Nem csupán azért érdekeltek a hun királyról szóló mesék, mert az én nevem is Attila, hanem azért is, mert Öcsödön nevelőszüleim Pistának hívtak. A szomszédokkal való tanácskozás után a fülem hallatára megállapították, hogy Attila név nincsen."
1967-ben már a 6. leggyakoribb név volt, a 80-as években pedig a 7. helyen állt. 
Az 1990-es években az Attila igen gyakori volt, a 2000-es években a 17-24. leggyakoribb férfinév,
Az Etele név a 13. században vált önálló személynévvé, de gyakori sosem volt, az 1990-es években az Atillával és Etével együtt szórványosan fordult elő, a 2000-es években egyik sem szerepelt a 100 leggyakoribb férfinév között.

## Névnapok
- Attila, Atilla:  január 7.,[1]
- Etele: január 7.,[1] március 10.,[5] június 2.,[5] október 5.[5]
- Ete: augusztus 1.,[1] augusztus 17.[5]

## Híres Attilák, Atillák, Etelék

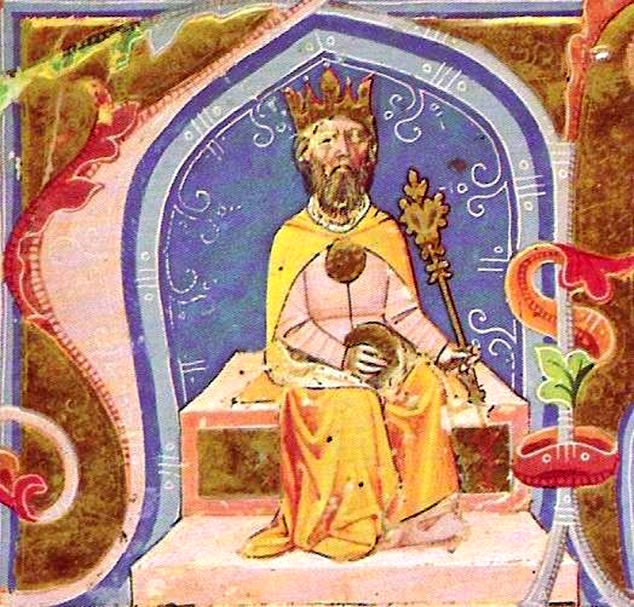
Attila hun király ábrázolása a Képes krónikában

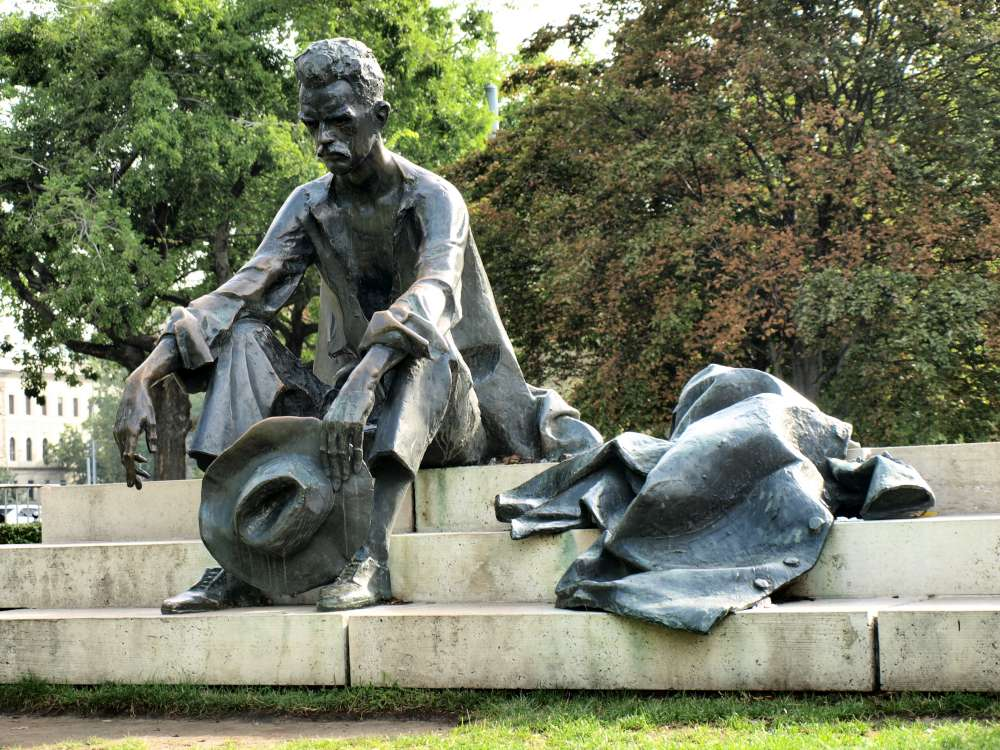
József Attila szobra a Kossuth téren

- „Attila” utónevű személyek szócikkeinek listája a Wikidata alapján
- „Atilla” utónevű személyek szócikkeinek listája a Wikidata alapján
- „Etele” utónevű személyek szócikkeinek listája a Wikidata alapján

## Egyéb Attilák

### közszóként
- atilla: 
  - egy magyar katonai és nemesi ruhadarab neve, de Vas vármegye egyes területein a női felsőruhadarabot hívták attilának[6]
  - egyes dunántúli területeken a vásott gyerek neve, de szokták feleselő asszonyokra is használni[6]
  - a Kiskunság egyes részein egy vad, szilaj marhafajta népi neve[6]
- atillás, atillások: Göcsejben az olyan kőművesek elnevezése, akik kevés szakértelemmel rendelkező népi építőmesterek voltak[6]